# БлагоБутик
«БлагоБутик» — московский благотворительный магазин, прибыль которого перечисляется фондам «Подари жизнь» и «Вера» для помощи больным и неизлечимо больным детям. Для магазина свою одежду жертвуют известные актёры, музыканты и дизайнеры.

## Специфика
В 2012 году предпринимателем, пожелавшим остаться неизвестным, был открыт благотворительный магазин «БлагоБутик», который изначально стал оказывать помощь фондам «Подари жизнь» и «Вера». В России подобные магазины стали появляться сравнительно недавно (первый появился только в 2010 году), тогда как в развитых странах такой опыт существует много лет. Такие магазины не представляют собой классический секонд-хенд, так как используют модель социального предпринимательства. Деньги вырученные от продаж покрывают административные расходы, но большая часть направляется в благотворительные организации. «БлагоБутика» оказывает помощь двум крупным российским фондам помощи и, по словам управляющей магазина Елены Таланиной, в эти фонды будет перечисляться не менее 50 % выручки.
Магазин принимает вещи преимущественно известных брендов. В магазин свои вещи часто отдают знаменитые люди, среди которых Чулпан Хаматова, Дина Корзун, Индеборга Дапкунайте, Геннадий Хазанов, Лия Ахеджакова, Алёна Бабенко, Татьяна Арно, Софико Шеварднадзе, Тина Канделаки, Максим Рапопорт, Даша Гаузер, Лада Калинина, Макс Черницов, Елена Железнякова и другие.